# Режимы смазки
Режимы смазки – условия работы смазываемых деталей механизмов, характеризующие  их контактное взаимодействие при трении. Используются в трибологии для анализа работы сопряжений.
Режимы смазки удобно рассматривать при помощи диаграммы Герси-Штрибека, в которой коэффициент трения μ связан с характеристикой режима смазки (вязкостью, скоростью – υ и нагрузкой - N) сопряжения. Различают гидродинамический, граничный и смешанный режимы смазки.

## Гидродинамический режим смазки
При гидродинамическом режиме смазки (область III диаграммы) поверхности сопряжения полностью разделены слоем смазочного материала. Толщина слоя смазки (h) значительно больше величины шероховатости поверхностей (Ra). Трение между ними обуславливается объемными (вязкостными) свойствами смазочного материала. Износ поверхностей отсутствует.
В режиме гидродинамической смазки работают подшипники скольжения коленчатого вала и турбины автомобильного двигателя внутреннего сгорания.

## Граничная смазка
При граничной смазке (I) поверхности сопряжения контактируют между собой. Толщина слоя смазки значительно меньше величины шероховатости поверхностей. Трение между ними обусловлено свойствами смазочного материала отличными от объемных. Износ поверхностей обусловлен физико-химическими взаимодействиями, происходящими на пятнах фактического контакта поверхностей. 
В режиме граничной смазки работает пара «стенка цилиндра — поршневое кольцо» в двигателе внутреннего сгорания; направляющие скольжения станков. Ещё одним примером граничной смазки является скольжение по льду шины автомобиля при его замедлении, когда в роли смазки выступает тонкая плёнка воды, образовавшаяся от трения шины о лед. 

## Смешанная смазка
При смешанном режиме смазки (II) участки поверхностей находятся в режиме гидродинамической и граничной смазки. Расстояние между поверхностями сравнимо с величиной их шероховатости. 

## Частные случаи смазки
Частным случаем гидродинамической смазки является газодинамический режим смазки, когда в качестве смазочного материала выступает газ (воздух), например в турбине стоматологической бормашины.
Выделяют также сухое трение, или трение несмазанных поверхностей. При этом поверхности находятся в непосредственном контакте. На диаграмме условия сухого трения условно показано точкой на оси значений коэффициента трения. При сухом трении работают автомобильные тормозные колодки.